# Pangburn (Arkansas)
Pangburn est une municipalité située dans l’État américain de l'Arkansas, dans le comté de White.

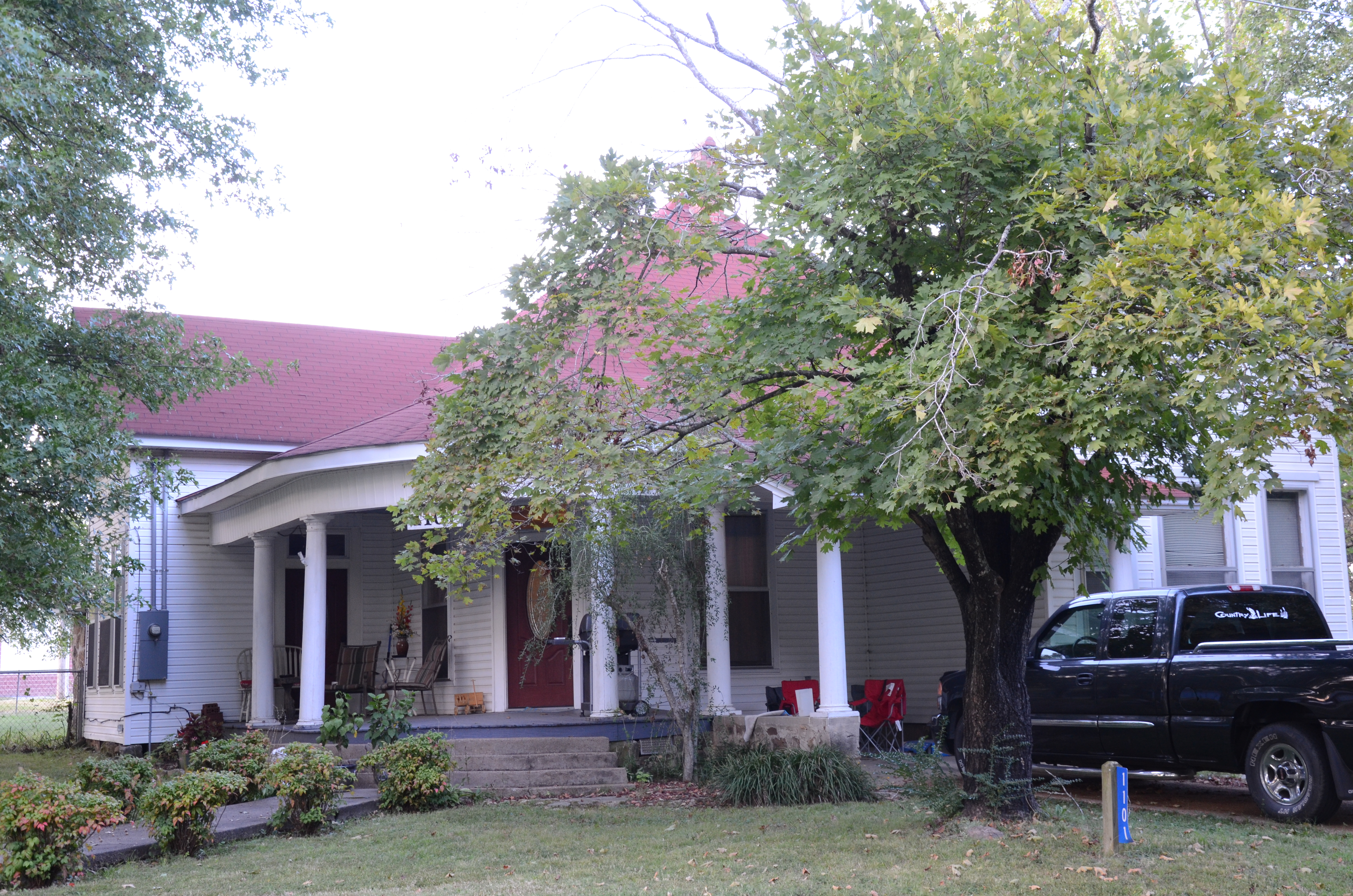
La maison Avanell Wright